# Emanuel Szlechter
Emanuel Schlechter, ps. Eman Schlechter, Olgierd Lech (ur. 9 października 1904 we Lwowie, zm. 1943) – polski twórca tekstów piosenek (z których wiele stało się wielkimi przebojami), scenarzysta, librecista, satyryk, tłumacz, wokalista, kompozytor i reżyser pochodzenia żydowskiego.

## Życiorys
Pochodził ze spolonizowanej rodziny żydowskiej Jakuba, malarza pokojowego, i Adeli. Miał brata Emila Szlechtera (1906–1995) – adwokata i znawcę prawa starożytnego Bliskiego Wschodu, siostrę Różę oraz brata Maurycego. Według wcześniejszych niezweryfikowanych publikacji ojciec miał być właścicielem restauracji we Lwowie. Panieńskie nazwisko matki: Begeleiter, ale w literaturze podaje się też nazwisko Brecher. Mając 16 lat wstąpił do Małopolskich Oddziałów Armii Ochotniczej i w lecie 1920 uczestniczył w obronie Lwowa przed Armią Czerwoną. Maturę zdał w 1923 i rozpoczął studia na Wydziale Humanistycznym UJK, z kolei w 1929 rozpoczął studia prawnicze na Uniwersytecie Jana Kazimierza we Lwowie. Nie ma, jak dotąd, dokumentów świadczących o ukończeniu studiów przez Szlechtera. Prawdopodobnie przez pewien czas pracował jednak w kancelarii adwokackiej.
Pierwsze teksty piosenek, jakie ułożył Szlechter jeszcze jako student, śpiewane były (do muzyki Leona Boruńskiego) w 1930 w rewii Parada gwiazd w teatrze Morskie Oko (nagrane dla wytwórni Syrena Rekord przez Kazimierza Krukowskiego). W 1931 Szlechter wraz z Alfredem Schützem założyli we Lwowie studencki teatrzyk Złoty pieprzyk. W jednym z jego pierwszych przedstawień (zatytułowanym Co słychać w wielkim świecie) wykonywana była piosenka „Żołnierska brać”, która była pierwszym sukcesem Szlechtera – autora. Utwór nagrany został przez Chór Eryana i zespół rewelersów Wesoła piątka i zdobył sporą popularność. Szlechter udzielał się także jako wykonawca, śpiewając we lwowskich kawiarniach Muza i Roma (na fortepianie akompaniował mu Juliusz Gabel). W tym czasie współpracował też jako dziennikarz z lwowską prasą.
Około 1932 przeprowadził się do Warszawy. W 1933 napisał scenariusz i teksty piosenek do pierwszego polskiego filmu z pełną ścieżką dźwiękową Każdemu wolno kochać w reż. Mieczysława Krawicza. Pracował dla teatru Rex pisząc piosenki, skecze, scenariusze i monologi satyryczne. W latach 1933–1935 nagrywał płyty jako wokalista i gitarzysta. Występował pod własnym nazwiskiem lub pod pseudonimem Olgierd Lech. Dokonał serii nagrań skomponowanych przez siebie, a stylizowanych na utwory ludowe, piosenek żydowskich takich jak „Awremałe Melamed”, „Śpiewak sobotni”, „Rabi Eli-Melech”, „Alef Bet” i „Żydowskie wesele”. Jedną z bardziej znanych piosenek 
Szlechtera tego rodzaju był „Srulek”. Nagrywał z orkiestrami firmowymi wytwórni Columbia i Odeon (był kierownikiem literackim obu wytwórni). Od 1934 współpracował z teatrami: La Bohème, Cyganeria 
(z Konradem Tomem), Stara Banda, a od 1935 m.in. z Cyrulikiem Warszawskim i Małym Qui Pro Quo. Działał jako członek, a potem we władzach Związku Autorów i Kompozytorów Scenicznych (od 1936 był członkiem Zarządu ZAIKS-u). Po niemieckiej i sowieckiej inwazji na Polskę we wrześniu 1939 Szlechter przebywał w okupowanym przez Rosjan Lwowie, pracując w Lwowskim Teatrze Miniatur jako aktor, autor i reżyser. Po wejściu Niemców do Lwowa w 1941 Szlechter znalazł się w lwowskim getcie, a potem w obozie koncentracyjnym przy ul. Janowskiej we Lwowie, gdzie zginął wraz z żoną i synem w 1942 (choć jest możliwe, że zdołał przeżyć jeszcze jeden rok). W jedynym dokumencie podającym dzienną datę śmierci, napisanym w latach czterdziestych przez prawdopodobnie kuzynkę na potrzeby ZAiKS-u podano, że został zamordowany 11 listopada 1943 r.
Był autorem lub współautorem scenariuszy do wielu polskich filmów przedwojennych m.in.: Antek policmajster (z Konradem Tomem i Michałem Waszyńskim), Będzie lepiej (z Ludwikiem Starskim i Michałem Waszyńskim), Jadzia (z Karolem Jarossym i Mieczysławem Krawiczem), Ja tu rządzę (z Ludwikiem Starskim i Mieczysławem Krawiczem), Królowa przedmieścia (z Jerzym Nelem i Eugeniuszem Bodo), Piętro wyżej (z Ludwikiem Starskim, Eugeniuszem Bodo i Leonem Trystanem), Szczęśliwa trzynastka (z Ludwikiem Starskim, Aleksandrem Pękalskim i Marianem Czauskim) i Włóczęgi (z Konradem Tomem i Michałem Waszyńskim). Dla potrzeb filmu Kochaj tylko mnie napisał dialogi, skomponował muzykę i wystąpił jako aktor.

## Piosenki
Szlechter był autorem tekstów wielu piosenek filmowych, które często zdobywały popularność i stawały się przebojami (znanymi nawet w XXI w.):
- „Każdemu wolno kochać” i „Chcesz, to mnie bierz” (muz. Zygmunt Karasiński i Szymon Kataszek) z filmu Każdemu wolno kochać (1933)
- „Nie wiedziałem, że taki piękny jest świat” (muz. Henryk Wars) z filmu Wyrok życia (1933)
- „Barbara”, „Już wiem” (muz. Władysław Dan) z filmu Parada rezerwistów (1934)
- „Kocha, lubi, szanuje” (muz. H. Wars) z filmu Kocha, lubi, szanuje (1934)
- „Odrobinę szczęścia w miłości”, „Ja już nie mogę, ja muszę spać”, „Gdybym ja miał cztery nogi”, „Spójrz, signora” (muz. Jerzy Petersburski), wyk. m.in. Tola Mankiewiczówna, z filmu Co mój mąż robi w nocy… (1934)
- „Dla ciebie chcę być biała”, „W hawajską noc” (teksty z Konradem Tomem, muz. H. Wars) wyk. Reri z filmu Czarna perła (1934)
- „O 'Key” (muz. H. Wars) z filmu Czy Lucyna to dziewczyna? (1934)
- „Takie coś” i „To nie ty” (muz. Henryk Wars), wyk. Eugeniusz Bodo, Tadeusz Olsza, z filmu Jaśnie pan szofer (1935)
- „U-di-radi-radi-rida!”, „Co bez miłości wart jest świat?” (muz. Henryk Wars), wyk. Adolf Dymsza, z filmu Antek policmajster (1935)
- „Gdyby szczęście przyszło dziś”, „Miłość to cały świat” (teksty z Marianem Hemarem, muz. H. Wars) z filmu Panienka z poste restante (1935)
- „Mój świat zaczął się dziś”, „Takie coś” i „To nie ty” (muz. Henryk Wars), wyk. Eugeniusz Bodo, Tadeusz Olsza, z filmu Jaśnie pan szofer (1935)
- „Mnie wystarczy słówko” (muz. Władysław Eiger, E. Schlechter) wyk. Lidia Wysocka z filmu Kochaj tylko mnie (1936)
- „A u mnie siup, a u mnie cyk” (muz. H. Wars, Władysław Dan) z filmu Dodek na froncie (1936)
- „Nie ma piękniejszego nic od miłości” (muz. H. Wars) z filmu Jego wielka miłość (1936)
- „Bez przerwy śmieję się”, „Jak drogie są wspomnienia”, „Jadzia” (muz. Alfred Scher) z filmu Jadzia (1936)
- „Będzie lepiej”, „Nie wiem co się ze mną stało”, „My dwaj obacwaj” (muz. Henryk Wars) z filmu Będzie lepiej (1936)
- „Jeden koniak, jeden rum”, „Ty i ja” (muz. Alfred Scher) z filmu Amerykańska awantura (1936)
- „Umówiłem się z nią na dziewiątą”, „Sex appeal”, „Dzisiaj ta, jutro ta(mta)” (muz. Henryk Wars), wyk. Eugeniusz Bodo, z filmu Piętro wyżej (1937)
- „Czy tutaj mieszka panna Agnieszka” i „Najlepiej w głowie mieć szum” (muz. Henryk Wars), z filmu Trójka hultajska (1937)
- „Zakochany złodziej”, „Robert i Bertrand” (muz. Henryk Wars), z filmu Robert i Bertrand (1938)
- „Kiedy muzyka gra poleczkę”, „Maniusiu, ach!” (muz. H. Wars, Jerzy Petersburski) filmu Królowa przedmieścia (1938)
- „Rio Negro”, „Jedna, jedyna” (muz. H. Wars) z filmu Kobiety nad przepaścią (1938)
- „Młodym być i więcej nic” (wyk. Lucyna Messal), „Odpukaj pan” (sł. z Ludwikiem Starskim, muz. Jerzy Petersburski) z filmu Szczęśliwa trzynastka (1938)
- „Strach” (sł. Władysław Broniewski, Wincenty Rapacki (syn), Emanuel Schlechter, muz. Andrzej Panufnik) z filmu Strachy (1938)
- „Tylko we Lwowie”, „Dobranoc, oczka zmruż”, „Nic o tobie nie wiem” (muz. H. Wars) z filmu Włóczęgi (1939)
- „Co może być lepszego”, „O ty moja cudna pani” (muz. Władysław Dan, Roman Palester) z filmu Ja tu rządzę (1939)

Inne znane jego piosenki to:
- „Ja mam czas, ja poczekam...” (muz. Mieczysław Mierzejewski) z 1935, wyk. Andrzej Bogucki
- „Nie raz, nie dwa, nie trzy” (muz. Adam Lewandowski), wyk. Albert Harris
- „Szkoda lata” (muz. Adam Lewandowski) 1937, wyk. Andrzej Bogucki
- „Bez przesady” (muz. Zygmunt Wiehler), wyk. Stefania Górska
- „Taka mała” (muz. Henryk Wars), wyk. Zofia Terné
- „Nie ja – nie ty!” (muz. Henryk Gold), wyk. Emanuel Szlechter oraz Édith Piaf (po przetłumaczeniu tekstu na francuski)
- „Nic o tobie nie wiem...” (muz. Henryk Gold), wyk. Mieczysław Fogg
- „Serce batiara” (muz. Henryk Wars) z filmu Serce batiara (1939). Film nie zdążył wejść na ekrany i w czasie wojny zaginął.

Niektóre piosenki Szlechtera, związane z jego rodzinnym Lwowem, zostały napisane (czasem tylko częściowo) lwowskim bałakiem:
- „Ta co pan buja” (muz. Juliusz Gabel)
- „Moja gitara” (Rozśpiewany Lwów), (muz. Wiktor Tychowski i Eugeniusz Landowski)
- „My dwaj - obacwaj”, wyk. Szczepcio i Tońko (Kazimierz Wajda i Henryk Vogelfänger) z filmu Będzie lepiej z 1936
- „Dobranoc, oczka zmruż” i „Lwów jest jeden na świecie” znana bardziej jako „Tylko we Lwowie” (muz. Henryk Wars), wyk. Kazimierz Wajda i Henryk Vogelfänger, z filmu Włóczęgi z 1939. Piosenka ta była śpiewana później przez żołnierzy generała Andersa na całym niemal świecie i stała się hymnem lwowiaków zmuszonych do opuszczenia swego rodzinnego miasta.
- „Serce batiara” (muz. Henryk Wars) z filmu Serce batiara (1939)

## Scenariusze filmowe
- Parada rezerwistów (1934)
- Co mój mąż robi w nocy… (1934) (dialogi)
- Antek policmajster (1935) (razem z Konradem Tomem)
- Kochaj tylko mnie (1935)
- Amerykańska awantura (1936) (dialogi)
- Będzie lepiej (1936)
- Jadzia (1936)
- Piętro wyżej (1937)
- Królowa przedmieścia (1937)
- Strachy (1938)
- Szczęśliwa trzynastka (1938)
- Robert i Bertrand (1938) (dialogi)
- Serce matki (1938) (dialogi)
- Ja tu rządzę (1939)
- Włóczęgi (1939)
- Serce batiara (1939)[8]